# Kamtschatkamöwe

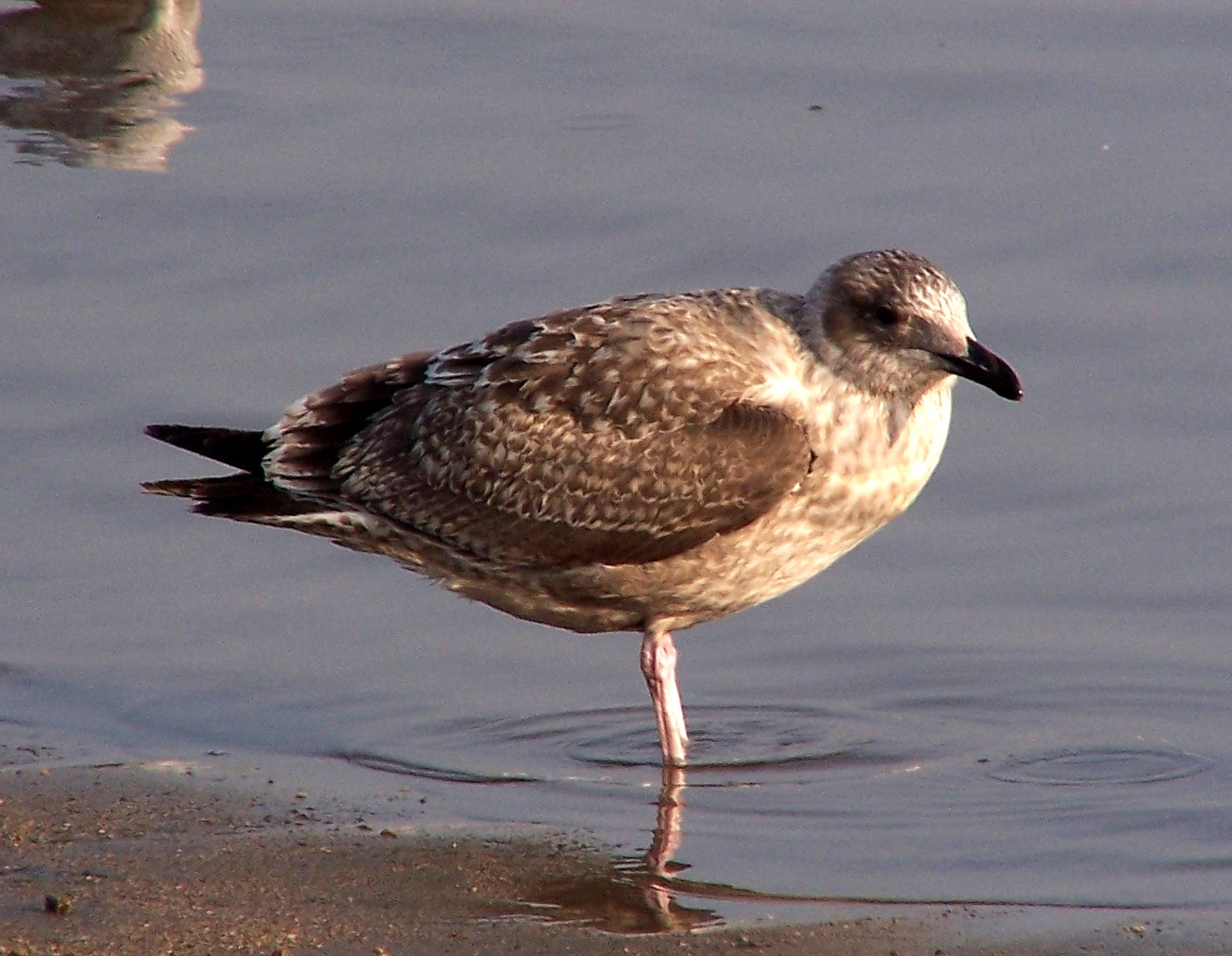
Jungvogel der Kamtschatkamöwe

Die Kamtschatkamöwe (Larus schistisagus) ist eine Vogelart innerhalb der Möwen (Larinae). Sie kommt ausschließlich an Küsten der Beringsee vor. Es handelt sich um eine große, kräftig gebaute monotypische Möwenart. Die IUCN stuft sie  als ungefährdet (least concern) ein.

## Erscheinungsbild
Die Kamtschatkamöwe erreicht eine Körperlänge von 61 bis 66 Zentimetern. Die Flügelspannweite beträgt 145 bis 150 Zentimeter. Sie wiegt durchschnittlich 1,35 Kilogramm.
Im Prachtkleid haben Kamtschatkamöwen einen weißen Kopf. Der Schnabel ist gelb mit einem roten Fleck im vorderen Bereich des Unterschnabels. Das Schnabelinnere ist blass rosafarben. Die Augen sind gelb oder gelbbraun. Der Augenring ist kräftig rot. Die Körperunterseite, der Rumpf und der Schwanz sind weiß. Die Flügeldecken sind schiefergrau. Die Schwingen sind an der Spitze weißlich. Die Füße und Beine sind rosafarben und bei einzelnen Individuen auch kräftig rot. 
Das Schlichtkleid ähnelt dem Prachtkleid, der Oberkopf weist jedoch eine feine braune Strichelung auf. Der Nacken und die Halsseiten sind bei vielen Individuen kräftiger gestrichelt. Ein dunkler Streif verläuft über dem Auge.
Jungvögel sind durchgehend graubraun gefiedert und haben einen dunkelbraunen Schwanz. Der Schnabel ist bei Jungvögeln zunächst dunkelbraun und nimmt im zweiten Winter eine matte gelbe Farbe an. Die Dunenküken sind braun und blass grau gefleckt.

## Verbreitungsgebiet
Die Kamtschatkamöwe brütet im östlichen Teil der Tschuktschenhalbinsel, auf Kamtschatka und an der nördlichen Küste des Ochotskischen Meers sowie auf den Kommandeurinseln. Sie ist ein Teilzieher, der im Brutareal verbleibt, wenn die Eisbedingungen es erlauben. Überwinternde Vögel kommen jedoch bis nach Japan vor.

## Lebensweise
Die Kamtschatkamöwe ist ein Allesfresser. Zum Nahrungsspektrum gehören Fische und Wirbellose, Vögel und Eier. Im Inland jagt die Kamtschatkamöwe auch kleine Nagetiere. Gemeinsam mit der Beringmöwe gehört die Kamtschatkamöwe zu bedeutenden Prädatoren der Alkenvögel. Sie stellt unter anderem dem Nashornalk, Zwergalk, Bartalk, Rotschnabelalk, Schopfalk und der Brillenteiste nach.  
Kamtschatkamöwen brüten sowohl einzeln als auch in kleinen Kolonien. Sie gehen eine monogame Verbindung ein, die mehr als eine Fortpflanzungsperiode Bestand haben kann. Das Nest wird häufig in einiger Entfernung von der Küste errichtet. Oft ist das Nest nicht mehr als eine gescharrte Mulde, aber gelegentlich verbauen Kamtschatkamöwen auch Pflanzenmaterial in größerem Umfang. Das Gelege besteht aus zwei bis drei Eiern. Diese sind blassbraun mit dunkleren Flecken. Die Brutzeit beträgt 26 bis 28 Tage. An der Brut und der Aufzucht der Jungvögel sind beide Elternvögel beteiligt. Die Jungvögel sind mit 40 bis 50 Tagen flügge. Kamtschatkamöwen brüten das erste Mal nicht vor ihrem vierten Lebensjahr.

## Belege

### Einzelbelege
1. 1 2   Sale, S. 251